# الجميع يتحدث عن جيمي (فلم 2021)
الجميع يتحدث عن جيمي (بالإنجليزية: Everybody's Talking About Jamie) فيلم دراما موسيقي من إخراج جوناثان باتريل (في أول ظهور له في إخراج الأفلام الطويلة) من سيناريو لتوم ماكراي يعتمد على المسرحية الموسيقية التي تحمل نفس العنوان. نجوم الفيلم ماكس هاروود، وسارة لانكشاير، ولورين باتيل.

## طاقم التمثيل
- ماكس هاروود: في دور جيمي نيو (مراهق يحلم بأن يصبح ملكة تلبس ملابس نسائية)
- نواه ليجوت: في دور الشاب جيمي نيو في صغره
- سارة لانكشاير: في دور مارجريت نيو (والدة جيمي الداعمة)
- لورين باتيل: في دور بريتي باشا (أفضل أصدقاء جيمي)
- شبنى جولاتي: في دور راي
- رالف إنيسون: في دور واين نيو (والد جيمي المنفصل)
- أديل أختار: في دور إيمان مسعود
- صامويل بوتوملي: في دور دين باكستون
- شارون هورغان: في دور ملكة جمال هيدج
- ريتشارد إي جرانت: في دور هوغو باترسبي/ لوكو شانيل (رجل يأخذ دور ملكة سابقة)
- جون ماكريا: في دور لوكو شانيل في صغره
- شارلوت سولت: في دور شيريل
- رمضان مياه: في دور زين شارما
- زين الصروري: في دور سعيد
- علا جيدي: ابنة توتو في دور دور ساندرا بولوك
- غاريث جوينر: في دور لايكا فيرجن[3]

## ملخص أحداث الفيلم
جيمي نيو يبلغ من العمر 16 عامًا ولا يتناسب تمامًا مع وضعه وحياته، وبدلاً من السعي وراء مهنة «حقيقية»، يحلم بأن يأخذ دور ملكة، ويرتدي ملابس نسائية. جيمي غير متأكد من مستقبله، ولكنه يعرف شيئًا واحدًا مؤكدًا: سوف يفجر ذات يوم ضجة كبيرة. يتغلب «جيمي» على التحيز والتعصب بدعم من والدته المحبة وأصدقائه الرائعين، ويتغلب على المتنمرين ويخرج من الظلام إلى دائرة الضوء.

## الإنتاج
تم الإعلان عن الفيلم في مايو 2018، وفي يونيو 2019، أعلن عن انضمام ماكس هاروود وريتشارد إي جرانت وجون ماكريا وشارون هورغان وسارة لانكشاير وشوبنا غولاتي إلى طاقم الفيلم، مع إخراج جوناثان باتريل، وسيناريو تأليف توم ماكراي.
أشرف المخرج جوناثان باتريل على النسخة المسرحية وتحويلها للشاشة، وهذا هو ظهوره الإخراجي الأول.
بدأ التصوير الرئيسي في شيفيلد، جنوب يوركشاير، إنجلترا في 24 يونيو 2019.

## وصلات خارجية
- الجميع يتحدث عن جيمي  في قاعدة بيانات الأفلام على الإنترنت (بالإنجليزية)